# Alberto Negrin
Alberto Negrin (Casablanca, 2 gennaio 1940) è un regista italiano.

## Biografia
Nato a Casablanca nel 1940 da genitori che avevano abbandonato l'Italia durante il fascismo, torna in Italia subito dopo la fine della guerra, consegue la maturità classica e compie studi di filosofia all'Università Statale di Milano. Contemporaneamente frequenta la scuola per interpreti e con alcuni compagni dei corsi allestisce al Centro Pavoniano, il 28 marzo 1962, "Chicken Soup with Barley" in lingua originale ottenendo un buon successo. Appassionato di fotografia, collabora in questa veste a numerose pubblicazioni (tra cui Storia Illustrata, Panorama, L'Espresso, L'Europeo). Nel 1962, dopo alcune esperienze teatrali, entra al Piccolo Teatro, dove è assistente alla regia di Giorgio Strehler, Orazio Costa, Virginio Puecher.
Dal 1965 a tutt'oggi, ha firmato molte regie per il Piccolo, e nel 1969, sempre per il Piccolo, si cimenta nella realizzazione del film-inchiesta Operai. Dal 1968 si dedica anche al cinema e alla tv, con la realizzazione di inchieste, sceneggiati e fiction tratte da opere letterarie o di carattere biografico. Tra i suoi primi lavori lo sceneggiato per ragazzi Il gatto con gli stivali (1969), Racket, un'inchiesta del 1972 sul reclutamento di manodopera clandestina da parte della mafia, Il picciotto (1973), La promessa, dall'omonimo testo di Friedrich Dürrenmatt.
Negli anni ottanta realizza altri sceneggiati per la tv, come La quinta donna tratto da un romanzo di Maria Fagyas e la serie Io e il duce (1985), sulle vicende private di Benito Mussolini. Del 1988 è il kolossal Il segreto del Sahara, ispirato dai romanzi di Emilio Salgari. Nel 1990 gira una coproduzione italo-statunitense: L'Achille Lauro - Viaggio nel terrore con Burt Lancaster.
Negli anni novanta e duemila prosegue la sua opera di realizzazione di miniserie televisive dedicate a grandi personaggi, come Perlasca - Un eroe italiano, Gino Bartali - L'intramontabile e Pane e libertà, ritratto delle vicende umane e politiche del sindacalista Giuseppe Di Vittorio; si segnalano anche le serie Una questione privata (dall'omonimo romanzo di Beppe Fenoglio), I guardiani del cielo, Il cuore nel pozzo (2005) e L'ultimo dei Corleonesi (2007), sempre per Raiuno.

## Teatro
- Atomo, storia di una scelta (Piccolo Teatro, Milano 1965)
- Il bandito (1966)
- Sentite, buona gente (Piccolo Teatro, Milano 1967)
- Peppino Marotto, poeta orgolese (film-documento) (1967)
- Colui che dice di sì e colui che dice di no (Piccola Scala, Milano 1969)
- Operai (film)  (Piccol Teatro, Milano)) (1969)
- Interrogatorio alla Avana (Piccolo Teatro, MIlano1972)

## Filmografia

### Documentari
- Studenti a Milano 1968
- Operai (1969)
- Commando ultrà curva sud (1977)
- Colonna BR Walter Alasia (1978)
- Il mondo delle multinazionali (1980)
- Di fronte di profilo (1983)
- Franceschini e le BR (1988)
- La felicità (1988)
- I comici (1990)
- Scambio di coppie (1990)
- Amore dietro le sbarre (1990)
- I ragazzi di Napoli 1990
- Il Carcere di S.Pietroburgo-Leningrado 1991
- Agenzie matrimoniali (1991)
- Barboni (1992)
- Racket usura tangenti (1992)
- Gigolò (1992)
- Cicciolina - Moana - Ramba (1992)
- Renato Curcio (1993)
- Scuola di seduzione (1995)
- Processo Priebke (1996)
- I cercatori di anime gemelle (1996)
- Mercanti di donne (1999)
- Casting (2003)
- Luciano Lutring (2012)
- Calendimaggio (Assisi 2019)

### Cinema
- Volontari per destinazione ignota (1977)
- Enigma rosso (1978)

### Televisione
- Quando ne avrà ventuno, episodio della serie TV Vivere insieme (1965)
- Platero y yo (1968)
- Inchieste televisive in America Latina (1968)
- Il gatto con gli stivali – film TV (1969)
- Kennedy contro Hoffa (1970)
- La rosa bianca (1971)
- Astronave Terra – miniserie TV (1971)
- La risposta di Peppino Manca (1971)
- Lungo il fiume e sull'acqua (1972)
- Il picciotto (1973)
- L'olandese scomparso (1974)
- Processo per l'uccisione di Raffaele Sonzogno giornalista romano (1975)
- Mayakowskji (1976)
- La spia del regime (1976)
- Il delitto Notarbartolo (1977)
- La promessa (1979)
- Bambole: scene di un delitto perfetto (1980)
- La quinta donna – miniserie TV (1982)
- Io e il duce (1985)
- Il segreto del Sahara – miniserie TV (1988)
- L'Achille Lauro - Viaggio nel terrore (1990)
- Una questione privata – film TV (1991)
- Missus – film TV (1995)
- Il cielo sotto il deserto, miniserie (1999)
- Nanà – miniserie TV (2001)
- Perlasca - Un eroe italiano, miniserie (2001)
- Ics - L'amore ti dà un nome (2003)
- Il cuore nel pozzo miniserie tv (2005)
- Gino Bartali - L'intramontabile miniserie tv (2006)
- L'ultimo dei Corleonesi film tv (2007)
- Pane e libertà miniserie tv (2009)
- Mi ricordo Anna Frank film tv (2009)
- Paolo Borsellino - I 57 giorni – film TV (2012)
- L'isola – serie TV (2012)
- Un mondo nuovo – film TV (2014)
- Qualunque cosa succeda – miniserie TV (2014)
- Tango per la libertà – miniserie TV (2016)
- Il diavolo - Esorcisti  - Posseduti (2018)
- Vincenzo Pipino, ladro gentiluomo (2019)
- Rita Levi Montalcini – film TV (2020)[1]
- I cacciatori del cielo - docufilm (2023)[2]